# Kritik

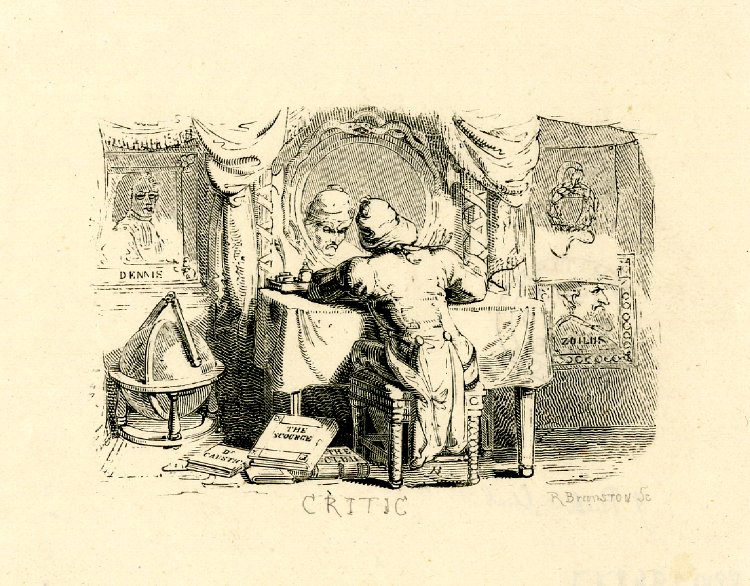
Buchtitel: The Critic (Der Kritiker) von 1817

Unter Kritik versteht man die Beurteilung eines Gegenstandes oder einer Handlung anhand von Maßstäben. Wie die Philosophin Anne-Barb Hertkorn ausgeführt hat, sei Kritik damit „eine Grundfunktion der denkenden Vernunft und wird, sofern sie auf das eigene Denken angewandt wird, ein Wesensmerkmal der auf Gültigkeit Anspruch erhebenden Urteilsbildung.“ () Sie gilt im Sinne einer Kunst der Beurteilung als eine der wichtigsten menschlichen Fähigkeiten.
Neben der Bedeutung der prüfenden Beurteilung und deren Äußerung in entsprechenden Worten bezeichnet die Kritik – insbesondere in der Verbform kritisieren ebenso wie monieren und die Monierung – auch eine Beanstandung oder Bemängelung. In früheren sozialistischen Staaten laut Duden auch „Fehler und Versäumnisse beanstandende [öffentliche] kritische Stellungnahme als Mittel zur politischen und gesellschaftlichen Weiterentwicklung“.

## Herkunft und verwandte Begriffe
Das Wort „Kritik“ wurde am Ende des 17. Jahrhunderts aus dem Französischen übernommen. Das französische Wort critique wiederum geht auf griechisch κριτική [τέχνη] kritikē [téchnē], abgeleitet von κρίνειν krínein, deutsch ‚[unter-]scheiden, trennen‘ zurück.
Verwandte Begriffe sind:
- Beckmesserei als Metapher für beflissene und engstirnige Regelgläubigkeit
- Krittelei,[7] die als lästig empfunden wird, weil sie Ausdruck einer ausdauernd kleinlichen und ungerechtfertigt erscheinenden Kritik ist[8]
- Skepsis, die systematisch hinterfragt und dabei immer davon ausgeht, dass auch sie selbst irren kann
- Zweifel als einem Zustand der Unentschiedenheit zwischen mehreren möglichen Annahmen oder einer Unsicherheit in Bezug auf Vertrauen, Handeln, Entscheidungen, Glauben oder Behauptungen bzw. Vermutungen
- Tadel, der als missbilligende Beurteilung eines Verhaltens u. a. in der Schule auch als erste Stufe einer Sanktionsmaßnahme fungiert (siehe analog dazu die Rüge oder Abmahnung für jeden Bereich zivilrechtlicher Unterlassungsansprüche und in jedem vertraglichen Dauerschuldverhältnis)
- Verriss, dessen Argumente nicht auf eine Verbesserung des kritisierten Gegenstandes abzielen, sondern auf seine Vernichtung (siehe dazu analog als Steigerung die Schmähkritik, deren Argumente vor allem auf die Verächtlichmachung bzw. Diffamierung einer Person abzielen)

## Begriffsgeschichte